# Zal Patera
La Zal Patera è una struttura geologica della superficie di Io.